# Belgorodi terület
A Belgorodi terület (oroszul Белгородская область [Belgarodszkaja oblaszty]) az Oroszországi Föderáció része, egyik jogalanya (szubjekt), mely a Központi szövetségi körzethez tartozik. Az ország délnyugati vidékén, az ukrán határ mellett, Moszkvától 5–700 km-re délre fekszik. Közigazgatási központja Belgorod.
Területe 27 100 km², lakossága 1 511 600 fő (2005), népsűrűsége 55,8 fő/km².

## Természetföldrajz
Északon a Kurszki területtel (Oroszország), keleten a Voronyezsi területtel (Oroszország), délen a Luhanszki és a Harkovi területekkel (mindkettő Ukrajna), nyugaton pedig a Szumi területtel (Ukrajna) határos. A terület ukrán határának hossza összesen 540 km.

### Domborzat, vízrajz
A terület a Közép-orosz-hátság délnyugati és déli részét foglalja magában. Domborzata többnyire alföldi jellegű, lapos dombos, eróziós síkság. Felszínét sok helyen völgyek, vízmosások szabdalják. Legmagasabb pontja 277 m-es (Prohorovi járás).
Felszíni vizekben szegény, bővízű folyói vagy nagyobb tavai nincsenek. Területének alig 1%-át foglalják el felszíni vizek, lápok. Viszonylag jelentősebb folyói északnyugaton a Dnyeper mellékfolyója, a Vorszkla, valamint a Don vízgyűjtőjéhez tartozó Donyec, Tyihaja Szoszna és a területet észak-déli irányban átszelő Oszkol.

### Ásványkincsek
A híres kurszki mágneses mező 80%-a a Belgorodi területhez tartozik. Itt található Oroszország összes feltárt vasérckészletének mintegy 40%-a. Csak a jó minőségű (30-40% fémtartalmú) készleteket több tízmilliárd tonnára becsülik. A legjelentősebb érctelepek a Belgorodi, a Sztarij Oszkol-i és a Novij Oszkol-i járásokban találhatók. Egyéb ásványi kincsek közül kisebb mennyiségben apatit, bauxit, nagyobb mennyiségben mészkő fordul elő. Számos ásványvízforrást is hasznosítanak.

### Éghajlat
Éghajlata mérsékelten kontinentális. Viszonylag enyhe a tél és hosszú, kevéssé csapadékos a nyár. Az éves középhőmérséklet az északi részeken 5,4 °C, a délkeleti részeken 6,7 °C. A leghidegebb hónap a január, középhőmérséklete –8 °C, a júliusé 20 °C. A fagymentes napok száma 155–160 körül mozog, a tenyészidő 180–190 nap. A csapadék mennyisége az északi és nyugati vidékeken 540–550 mm, de keleten és délkeleten egyes években csupán 400 mm.

### Növény- és állatvilág

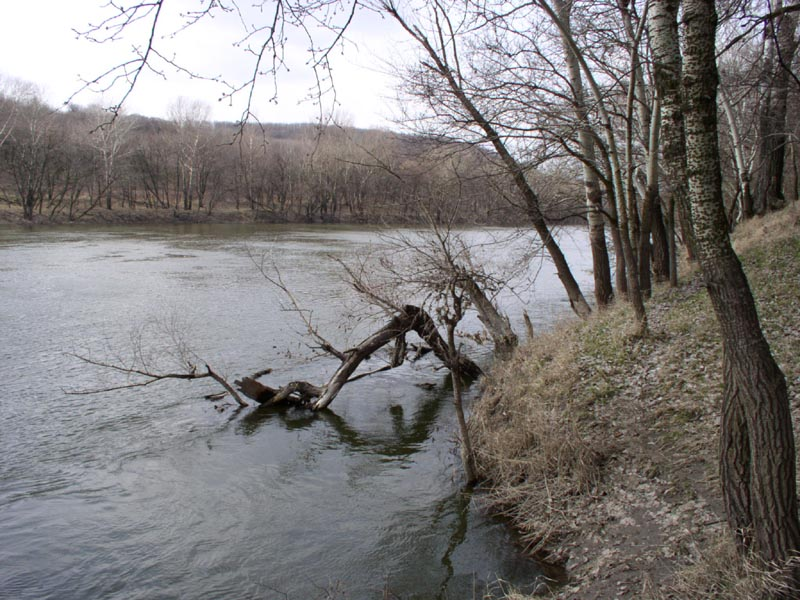
A Donyec folyó

Az északi erdős sztyepp-övezetnek ezen a vidékén az eredeti növénytakaró csak kevés helyen maradt meg, helyén nagy kiterjedésű szántóföldek húzódnak. Nagyobb részük termékeny podzolos feketeföld (csernozjom); a folyóvölgyekben alluviális talajok, az északkeleti tájakon szürke erdőtalajok a jellemzők. Az összterület 10%-át – az ültetvényekkel együtt 12,5%-át – erdő foglalja el, ennek kb. 800 ha-nyi része védett. A lombos erdők jellemző fafajtái a tölgy, a kőris, a juhar, a folyók menti homokteraszokon elterjedtebb az erdei fenyő. Az erdőt gyakran rétek, sztyeppés vidékek váltják fel, ahol a növénytakarót a cserje- és fűfélék gazdagsága jellemzi.
Az állatvilágot őz, vaddisznó, vörös róka, görény, nyest, mezei nyúl, több rágcsáló-féle képviseli. A területen 279 madárfajt számoltak meg, közülük 152 faj helyben fészkelő. Legelterjedtebbek a veréb- és a szalonkafélék, a lúdakat 30, a ragadozómadarakat 21 faj képviseli.
Az itt előforduló állatfajok kb. 10%-a védett.

### Természetvédelmi területek
- "Lesz na Vorszkle" (Vorszkla-folyó menti erdő) – a Boriszovi járásban
- "Jamszkaja sztyepp" – a Sztarooszkoli járásban.

## Történelem
A Belgorodi területet mint közigazgatási egységet a mai határok között 1954. január 6-án hozták létre, nagyobb részben a Kurszki, kisebb részben a Voronyezsi területből.
A 16. század végétől kiterjedt védelmi vonalat hoztak létre az orosz földek védelmére Belgorodtól Tambovig. (Maradványai Hotmizsszk falu mellett ma is láthatók.) A védelmi rendszer központja az erődítménnyé alakított Belgorod volt, ahol az ún. Nagy Belgorodi ezred állomásozott. Az ezred bátran harcolt a poltavai csatában, ezért részére I. Péter cár zászlót adományozott.
1727-ben alakították meg a Belgorodi kormányzóságot, mely a mainál jóval nagyobb területet – benne például Brjanszk, Kurszk, Orjol városát – foglalt magában és 1779-ig állt fenn. A 18. század végére a védvonal elvesztette katonai jelentőségét. Az egykori kormányzóság címerét a mai Belgorodi terület vette át.
A második világháború idején a vidéken súlyos harcok folytak. A háború egyik híres és véres tankcsatája Pokrov környékén zajlott le, melynek tiszteletére történelmi emlékhelyet, a településen pedig közadakozásból templomot emeltek.

## Gazdaság

### Ipar, bányászat
A helyi nehézipar alapja a kiemelt jelentőségű vasércbányászat. Az országban kitermelt vasérc kb. harmadát az itteni – Belgorod, Sztarij Oszkol, Gubkino, Sebekino környéki – bányák adják. A vasércet helyi ércdúsító kombinátokban dolgozzák fel. Sztarij Oszkolban működik az elektrokohászat központja, mely jó minőségű acélt állít elő a gépipar számára.
További meghatározó iparágak: fémfeldolgozás, gépgyártás – energetikai, gyógyszeripari, élelmiszeripari és vegyigépek gyártása, – továbbá vegyi- és gyógyszeripar, építőanyagipar. Az élelmiszeriparon belül különösen nagy súllyal szerepel a cukorgyártás.
A legfontosabb ipari városok, illetve vállalatok:
- Belgorod: energetikai gépgyár, többek között különleges berendezéseket állítanak elő atomerőművek számára ("Bel-energomas")
- Sztarij Oszkol: elektrokohászati kombinát, acélgyártás, acélcsövek gyártása, hengermű; gépkocsik, traktorok elektromos berendezéseinek gyára
- Sebekino: vegyipari kombinát, gyógyszergyár ("Bel-vitamin"); gépgyár
- Lebegyinszki ércdúsító kombinát
- Sztojlenszk ércdúsító kombinát
- Gubkino
- Valujki

### Mezőgazdaság
A régió a feketeföld-övezethez tartozik ezért mezőgazdasági adottságai kedvezőek. A megművelt terület nagysága 2,7 millió ha (az összterület 80%-a), ennek 70%-a feketeföld. A szántóföldi növénytermesztésben legnagyobb a gabonafélék (főleg búza és árpa) aránya, jóval kisebb a takarmánynövényeké (kukorica). Az ipari növények közül különösen fontos a cukorrépa termesztése, hiszen ez a terület a cukorgyártás egyik országos jelentőségű központja.

### Közlekedés
A terület helyi viszonylatban fejlett úthálózattal rendelkezik. Itt haladnak keresztül azok az országos jelentőségű fő közúti és vasútvonalak, melyek Moszkvát és az ország középső tájait Ukrajna déli vidékeivel kötik össze: a szövetségi M-2-es "Krim" autóút, illetve a Moszkva-Harkov-Szevasztopol vasúti fővonal. A terület összes vasútvonalainak hossza csaknem 700 km. Szilárd burkolatú, autóval járható útjainak hossza 8500 km.

## Népesség
A lakossága összlétszáma 1 511 600 fő (2005), ebből a városban lakók aránya 65,8%. A népsűrűség 55,8 fő/km², az Oroszországi Föderáció 15. legsűrűbben lakott régiója. Az átlagéletkor 38,5 év, a gazdasági szempontból aktív munkavállalók aránya 46%.
Nemzetiségi összetétel a 2002-es népszámlálási adatok szerint: orosz – 93%, ukrán – 5%. A további 2% megoszlik a belaruszok, örmények, azeriek, tatárok, németek, cigányok, moldávok, grúzok között.

### Települések
A Belgorodi területen (a 2010. évi népszámláláskor) 11 város, 18 városi jellegű település és 1574 falusi település található, mely utóbbiak közül 69 lakatlan.
A 2010. évi népszámlálás adatai szerint a Belgorodi területen 66% a városi (városokban vagy városi jellegű településeken élő) népesség aránya. A legnagyobb falu népessége megközelíti a kilencezer főt és összesen 16-é éri el a háromezret, melyek együttesen a terület lakosainak 5%-a számára nyújtanak otthont.
A Belgorodi terület városai, városi jellegű települései és jelentősebb (háromezer főnél népesebb vagy járási székhely) falusi települései a következők (2010. évi népességükkel):
| Magyar név         | Orosz név        | Rang                     | Lélekszám | Közigazgatási beosztás     |
| ------------------ | ---------------- | ------------------------ | --------- | -------------------------- |
| Belgorod           | Белгород         | város                    | 356 402   |                            |
| Alekszejevka       | Алексеевка       | város                    | 39 026    |                            |
| Valujki            | Валуйки          | város                    | 35 322    |                            |
| Gubkin             | Губкин           | város                    | 88 560    |                            |
| Sztarij Oszkol     | Старый Оскол     | város                    | 221 085   |                            |
| Sebekino           | Шебекино         | város                    | 44 279    |                            |
| Ilovka             | Иловка           | falu                     | 3 077     | Alekszejevkai járás        |
| Oktyabrszkij       | Октябрьский      | városi jellegű település | 7 456     | Belgorodi járás            |
| Razumnoje          | Разумное         | városi jellegű település | 16 600    | Belgorodi járás            |
| Szevernij          | Северный         | városi jellegű település | 9 847     | Belgorodi járás            |
| Besszonovka        | Бессоновка       | falu                     | 3 065     | Belgorodi járás            |
| Dubovoje           | Дубовое          | falu                     | 8 627     | Belgorodi járás            |
| Majszkij           | Майский          | falu                     | 8 748     | Belgorodi járás            |
| Puskarnoje         | Пушкарное        | falu                     | 3 332     | Belgorodi járás            |
| Sztreleckoje       | Стрелецкое       | falu                     | 6 862     | Belgorodi járás            |
| Tavrovo            | Таврово          | falu                     | 5 192     | Belgorodi járás            |
| Boriszovka         | Борисовка        | városi jellegű település | 13 896    | Boriszovkai járás          |
| Urazovo            | Уразово          | városi jellegű település | 6 982     | Valujki járás              |
| Vejgyelevka        | Вейделевка       | városi jellegű település | 7 008     | Vejgyelevkai járás         |
| Volokonovka        | Волоконовка      | városi jellegű település | 11 552    | Volokonovkai járás         |
| Pjatnyickoje       | Пятницкое        | városi jellegű település | 4 536     | Volokonovkai járás         |
| Grajvoron          | Грайворон        | város                    | 6 234     | Grajvoroni járás           |
| Golovcsino         | Головчино        | falu                     | 4 716     | Grajvoroni járás           |
| Szkorodnoje        | Скородное        | falu                     | 3 707     | Gubkini járás              |
| Troickij           | Троицкий         | falu                     | 6 214     | Gubkini járás              |
| Ivnya              | Ивня             | városi jellegű település | 7 933     | Ivnyai járás               |
| Korocsa            | Короча           | város                    | 5 877     | Korocsai járás             |
| Behtyejevka        | Бехтеевка        | falu                     | 3 290     | Korocsai járás             |
| Krasznoje          | Красное          | falu                     | 2 158     | Krasznojei járás           |
| Birjucs            | Бирюч            | város                    | 7 846     | Krasznogvargyejszkij járás |
| Zaszoszna          | Засосна          | falu                     | 4 213     | Krasznogvargyejszkij járás |
| Livenka            | Ливенка          | falu                     | 3 870     | Krasznogvargyejszkij járás |
| Krasznaja Jaruga   | Красная Яруга    | városi jellegű település | 8 028     | Krasznaja Jaruga-i járás   |
| Novij Oszkol       | Новый Оскол      | város                    | 19 530    | Novij Oszkol-i járás       |
| Prohorovka         | Прохоровка       | városi jellegű település | 9 761     | Prohorovkai járás          |
| Rakitnoje          | Ракитное         | városi jellegű település | 10 286    | Rakitnojei járás           |
| Proletarszkij      | Пролетарский     | városi jellegű település | 8 654     | Rakitnojei járás           |
| Rovenyki           | Ровеньки         | városi jellegű település | 10 264    | Rovenyki járás             |
| Gorogyiscse        | Городище         | falu                     | 3 562     | Sztarij Oszkol-i járás     |
| Rogovatoje         | Роговатое        | falu                     | 3 001     | Sztarij Oszkol-i járás     |
| Csernyanka         | Чернянка         | városi jellegű település | 15 217    | Csernyankai járás          |
| Maszlova Prisztany | Маслова Пристань | városi jellegű település | 5 819     | Sebekinói járás            |
| Novaja Tavolzsanka | Новая Таволжанка | falu                     | 5 324     | Sebekinói járás            |
| Sztroityel         | Строитель        | város                    | 23 933    | Jakovlevói járás           |
| Tomarovka          | Томаровка        | városi jellegű település | 8 094     | Jakovlevói járás           |
| Jakovlevo          | Яковлево         | városi jellegű település | 2 905     | Jakovlevói járás           |

## Politika, közigazgatás

### Politikai rendszer
A Belgorodi terület élén a kormányzó áll:
- Jevgenyij Szavcsenko: első alkalommal 1993-ban nevezték ki, majd 1995-ben, 1999-ben és 2003-ban újraválasztották. 27 év után, 2020. szeptember 22-én nyugdíjba vonult. Feladatait egy ideig helyettese látta el.
- Vjacseszlav Vlagyimirovics Gladkov: 2020. november 18. – Putyin elnök rendeletével a kormányzói feladatokat ideiglenesen ellátó megbízott. Korábban, 2016–2018 között Szevasztopol, 2018–2020 között a Sztavropoli határterület helyettes kormányzója volt.[2]

A 2021. szeptember 20-i választáson győzött, és szeptember 27-én mint megválasztott kormányzót beiktatták hivatalába.
A 2005. október 16-ai választások eredményeként a területi dumában a 35 képviselői hely megoszlása:
- Egységes Oroszország párt: 20 hely
- Kommunista Párt: 4 hely
- Oroszországi Liberális Demokrata Párt: 2 hely
- Haza Szövetség: 1 hely
- Helyi nagyvállalatok vezetői: 8 hely. (A helyi hatalmi szervek támogatásával, olyan választási körzetekből, ahol az Egységes Oroszország Párt nem indított jelöltet.)

### Közigazgatás és önkormányzatok
A Belgorodi terület (a 2010. évi népszámláláskor) közigazgatási szempontból 21 járásra oszlik. A 11 város közül a 6 legnépesebb területi alárendeltségű, így ezek nem tartoznak egyik járáshoz sem.
Az önkormányzatok területi beosztása nagyjából megegyezik a közigazgatási felosztással. A 2003. évi oroszországi önkormányzati törvény alapján végrehajtott reform nyomán 2006. január 1-től a Belgorodi területen 337 helyi önkormányzat kezdte meg működését, közülük 1 városi körzet – a terület székhelye, Belgorod – és 21 járási önkormányzat, továbbá 28 városi és 287 falusi község volt.
Későbbi átszervezések miatt a 2010. évi népszámláláskor a 21 járás közül csak 19-ben működött járási önkormányzat, a Sztarij Oszkol-i és a Gubkini járásban nem, mivel ezek területe a megfelelő városi körzethez tartozik. A 6 területi alárendeltségű város közül Belgorod a járásoktól független városi körzetet alkot, melynek egyszintű önkormányzata van, és egyszerre gyakorolja a járási és a községi önkormányzati hatásköröket. Sztarij Oszkol és Gubkin szintén városi körzetek központjai, de ezekhez hozzá tartozik a megfelelő járás teljes területe is, melyekben nem működik járási önkormányzat. A további 3 területi alárendeltségű város (Sebekino, Alekszejevka és Valujki) nem alkot városi körzetet, hanem annak a járási önkormányzatnak van alárendelve, amelynek székhelye. A járásokhoz összesen 25 városi község – ezek székhelye egy város vagy városi jellegű település – és 260 falusi község tartozik.
Közigazgatási szempontból tehát a Belgorodi terület 21 járásra és 6 városra tagozódik, míg önkormányzati rendszerét 19 járási önkormányzat és 3 városi körzet, a járási önkormányzatoknak alárendelve pedig 25 városi és 260 falusi község alkotja.
A közigazgatási járások neve, székhelye és 2010. évi népességszáma az alábbi:
| Magyar név                 | Orosz név               | Székhely         | Lélekszám |
| -------------------------- | ----------------------- | ---------------- | --------- |
| Alekszejevkai járás        | Алексеевский район      | Alekszejevka     | 25 425    |
| Belgorodi járás            | Белгородский район      | Majszkij         | 108 778   |
| Boriszovkai járás          | Борисовский район       | Boriszovka       | 26 252    |
| Csernyankai járás          | Чернянский район        | Csernyanka       | 32 647    |
| Grajvoroni járás           | Грайворонский район     | Grajvoron        | 29 137    |
| Ivnyai járás               | Ивнянский район         | Ivnya            | 23 570    |
| Jakovlevói járás           | Яковлевский район       | Sztroityel       | 57 774    |
| Korocsai járás             | Корочанский район       | Korocsa          | 38 695    |
| Krasznaja Jaruga-i járás   | Краснояружский район    | Krasznaja Jaruga | 14 891    |
| Krasznogvargyejszkij járás | Красногвардейский район | Birjucs          | 40 636    |
| Krasznojei járás           | Красненский район       | Krasznoje        | 13 371    |
| Novij Oszkol-i járás       | Новооскольский район    | Novij Oszkol     | 43 396    |
| Prohorovkai járás          | Прохоровский район      | Prohorovka       | 30 094    |
| Rakitnojei járás           | Ракитянский район       | Rakitnoje        | 33 935    |
| Rovenyki járás             | Ровеньский район        | Rovenyki         | 24 060    |
| Sebekinói járás            | Шебекинский район       | Sebekino         | 47 889    |
| Valujki járás              | Валуйский район         | Valujki          | 33 845    |
| Vejgyelevkai járás         | Вейделевский район      | Vejgyelevka      | 21 670    |
| Volokonovkai járás         | Волоконовский район     | Volokonovka      | 32 769    |
| Gubkini járás              | Губкинский район        | Gubkin           | 33 561    |
| Sztarij Oszkol-i járás     | Старооскольский район   | Sztarij Oszkol   | 35 457    |

A két utolsóként felsorolt járásban nem működik járási önkormányzat, mivel területük  a Gubkini illetve a Sztarij Oszkol-i városi körzethez tartozik.